# Albert Finck
Albert Finck (* 15. März 1895 in Herxheim; † 3. August 1956 in Bad Wörishofen) war Kultusminister des Bundeslandes Rheinland-Pfalz und 1949 Mitinitiator der dritten Strophe des Deutschlandlieds als Nationalhymne der Bundesrepublik Deutschland.

## Leben
Albert Finck legte 1914 in Speyer das Abitur ab. Von 1915 bis 1918 nahm er am Ersten Weltkrieg teil. 1920 schloss er sein Studium der Philosophie in München mit der Promotion ab. Er war Mitglied der katholischen Studentenverbindung K.S.St.V. Alemannia München im KV.
Seine politische Laufbahn begann Finck 1921 als Parteisekretär der Zentrumspartei im Rheinland, 1922 war er Mitbegründer der Pfälzischen Zentrumspartei. Weiter war er Mitglied im Reichsparteiausschuss des Zentrums, gemeinsam mit seinem Bruder, dem Landtagsabgeordneten und Pfarrer Johannes Finck (1888–1953). Bis er 1933 durch die Nationalsozialisten Berufsverbot erhielt und vorübergehend inhaftiert wurde, war er Redakteur und Chefredakteur der Neuen Pfälzischen Landeszeitung, die 1936 endgültig verboten wurde.
1942 wurde Finck Aushilfslehrer und 1946 regulär Studienrat für Latein und Griechisch am Humanistischen Gymnasium (seit 1964 Kurfürst-Ruprecht-Gymnasium) in Neustadt an der Weinstraße.
1946 war Finck Mitbegründer der CDU Pfalz. 1948/49 wurde er in den Parlamentarischen Rat in Bonn berufen, der das Grundgesetz für die Bundesrepublik Deutschland ausarbeitete. 
Am 9. August 1949 verfasste Finck fünf Tage vor der ersten Bundestagswahl in der Zeitung Die Rheinpfalz einen Leitartikel mit dem Titel Das Deutschlandlied. Am Abend desselben Tages ließ er die dritte Strophe des Liedes bei einer Kundgebung singen. Unter den 3000 Anwesenden befanden sich auch die späteren Bundeskanzler Konrad Adenauer und Helmut Kohl.
Von 1951 bis 1956 gehörte Finck als Abgeordneter der CDU dem Landtag von Rheinland-Pfalz an und war in zwei Legislaturperioden (bis zu seinem Tod) als Minister für Unterricht und Kultus Mitglied der Landesregierung unter Ministerpräsident Peter Altmeier.
Finck starb plötzlich während eines Kuraufenthalts in Bad Wörishofen. Nach seinem frühen Tod wurde er auf dem Friedhof von Hambach beigesetzt. Dort wurde später die Dr.-Albert-Finck-Schule nach ihm benannt.